# Jan Kellner (politik)
Jan Kellner (16. února 1913 Štramberk – ???) byl český a československý právník, politik a člen Československé strany lidové, za kterou byl po roce 1945 poslancem Prozatímního Národního shromáždění.

## Biografie
Vystudoval gymnázium v Příboře a v letech 1932–1937 studoval práva na Masarykově univerzitě v Brně. Roku 1939 nastoupil do firmy Baťa, a. s. ve Zlíně a zde pracoval jako úředník v africkém oddělení vývozní a dovozní společnosti Kotva, jež náležela k akciové společnosti Baťa.
V letech 1945–1946 byl poslancem Prozatímního Národního shromáždění za lidovce. V parlamentu setrval do parlamentních voleb v roce 1946.
Ve volbách roku 1946 již zvolen nebyl a odešel z politického života. Jeho další osudy jsou nejasné.